# Caroline Roose

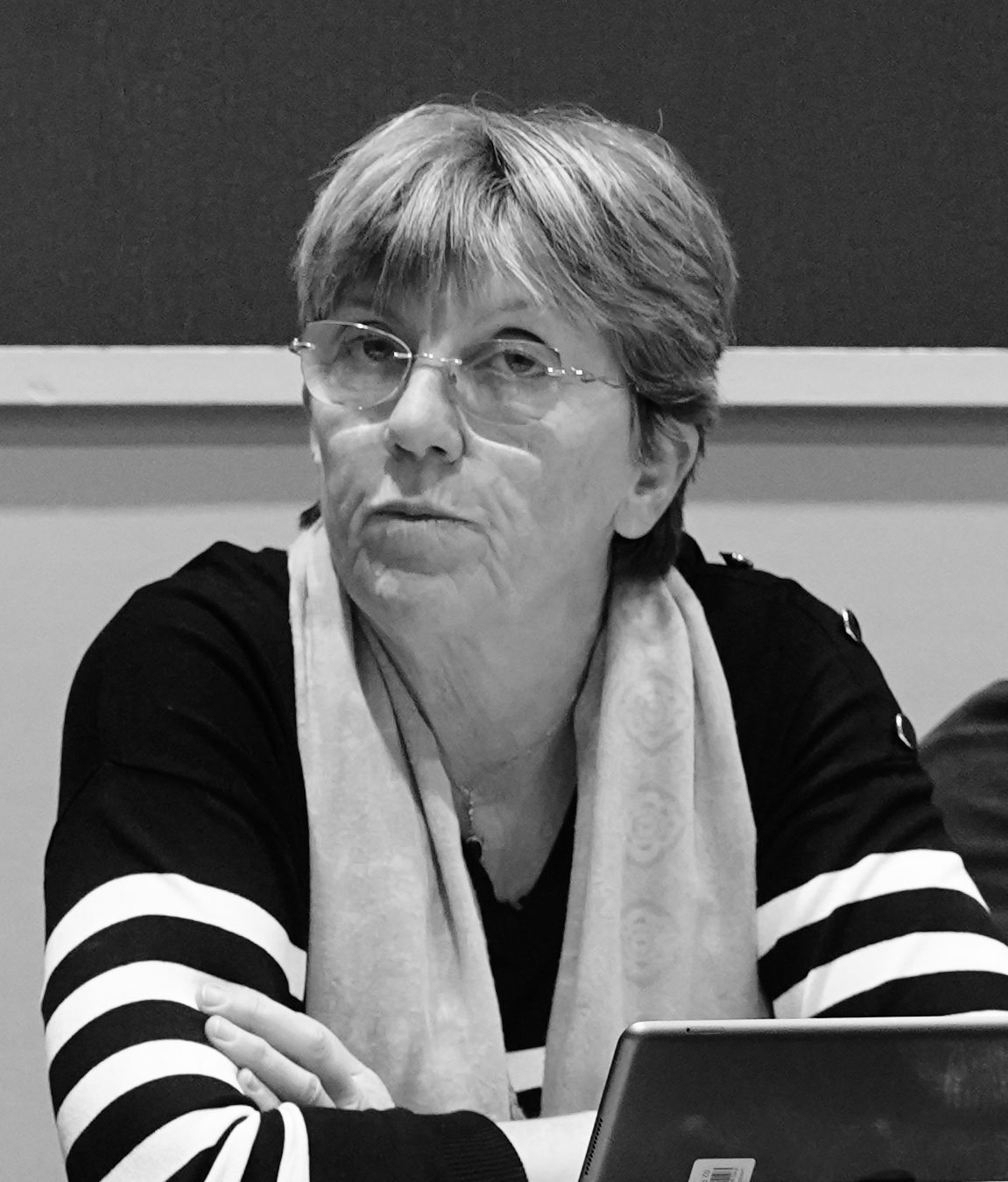
Caroline Roose, 2024

Caroline Roose (* 10. November 1968 in Ostende) ist eine belgische Politikerin der französischen Partei Europe Écologie-Les Verts. Im Zuge der Europawahl 2019 gewann sie ein Mandat und ist seitdem Mitglied des neunten Europäischen Parlaments als Teil der Fraktion Die Grünen/EFA. Sie lebt in Frankreich.

## Leben
Caroline Roose wurde am 10. November 1968 in Ostende geboren, zog jedoch im Rahmen ihrer beruflichen Karriere nach Frankreich. Unter anderem arbeitete sie als Immobilienspezialistin und als Künstlerin. Sie lebt seit mehr als 40 Jahren in Villeneuve-Loubet (Alpes-Maritime).
Roose begann sich in der Alliance écologiste indépendante und wurde später zu einer von drei Generalsekretären der Partei gewählt. 2019 nominierte die AEI sie für die Wahlliste der Europawahl 2019. Sie erhielt Platz 8 auf der gemeinsamen Liste von Europe Écologie-Les Verts (EELV), Alliance écologiste indépendante (AEI) sowie Régions et peuples solidaires (RPS). Die gemeinsame Liste aus EELV, AIE und RPS gewann 13,43 Prozent und damit 13 der 79 französischen Mandate, darunter auch Caroline Roose. Seitdem ist sie Mitglied des neunten Europäischen Parlaments und trat gemeinsam mit den gewählten Abgeordneten der EELV der Fraktion der Grünen/EFA bei. Sie ist neben Selima Yenbou die einzige Abgeordnete der AEI. Für ihre Fraktion ist sie Mitglied im Ausschuss für regionale Entwicklung, sowie stellvertretendes Mitglied im Entwicklungsausschuss und im Fischereiausschuss.